# Masalia zernytamsia
Masalia zernytamsia là một loài bướm đêm trong họ Noctuidae.